# Механический театр
Механический театр в парке Хельбруннской резиденции (в окрестностях Зальцбурга, Австрия) был создан в 1750—1753 годах по указанию архиепископа Андреаса Якоба фон Дитриха для развлечения гостей его загородной резиденции.
Театр представляет собой каменный вертеп, в котором 256 деревянных фигур изображают бытовые сценки средневекового города под звуки водяного органа. У фигурок посредством гидравлического привода двигаются руки или ноги, или же они вращаются на круглых подставочках.
Тщательно проработанные детали позволяют окунуться в атмосферу городка эпохи барокко. На сцене несколько трёхэтажных зданий, в центре — городская ратуша. Здания вокруг ратуши «заселены» торговцами, солдатами, мастерскими различных гильдий — булочник, сапожник, мясник, портной легко узнаются по отличительным знакам. Строители достраивают здание, на базарной площади циркачи, танцующие с медведем.
Вокруг театра множество причудливых гротов и фонтанов-шутих. Ручей, приводящий в движение механических кукол, также оформлен деревянными фигурками.